# Стюарт, Джеймс (актёр)
Джеймс Мэ́йтленд Стю́арт (англ. James Maitland Stewart, известный под именем Джимми Стюарт (Jimmy Stewart); 20 мая 1908, Индиана, Пенсильвания, США — 2 июля 1997, Лос-Анджелес, США) — американский киноактёр, лауреат премии «Оскар» (1941) за лучшую мужскую роль в картине «Филадельфийская история». Боевой лётчик, участник Второй мировой войны, также находился на службе во время войн в Корее и во Вьетнаме, бригадный генерал.
Был знаменит прежде всего тем, что за полвека создал обширную галерею «маленьких людей» большой Америки, но помимо этого, благодаря своему широкому эмоциональному диапазону, оставил заметный след в огромном количестве жанров: комедиях, драмах, мелодрамах, детективах, биографических фильмах, триллерах, вестернах. Кроме того, известен своей не по-голливудски благопристойной репутацией вне экрана.
Современными киноведами считается одним из величайших актёров в истории.

## Биография

### Довоенная карьера
В годы учёбы на архитектора в Принстонском университете Стюарт сошёлся с известным театральным режиссёром Джошуа Логаном. По окончании университета записался в его труппу, где встретился и подружился с Генри Фондой, который оставался его самым близким другом до конца жизни. В 1932 году Стюарт и Фонда перебрались в Нью-Йорк, рассчитывая покорить Бродвей. Дебют Стюарта в Голливуде состоялся в 1935 году. В следующем году бывшая супруга Фонды, Маргарет Саллаван, которая в то время была уже известной киноактрисой, настояла на том, чтобы её партнером по очередному фильму («Когда мы снова полюбим», 1936) стал именно Стюарт, после чего его кинокарьера пошла в гору.
После ряда фильмов в 1938 году начинается сотрудничество Стюарта с режиссёром Фрэнком Капрой. Их первая совместная работа — «С собой не унесёшь» (1938) — вошла в золотой фонд классики Голливуда. В следующей картине Капры, «Мистер Смит едет в Вашингтон» (1939), Стюарт создал образ провинциального неудачника-идеалиста с легким дефектом речи, который в сущности разрабатывал до конца жизни. Роль в этом фильме стала наиболее выдающейся актёрской работой в довоенной карьере Стюарта.
Удостоенный за «Мистера Смита» своей первой номинации на «Оскар», Стюарт выиграл эту награду в 1941 году за роль в фильме «Филадельфийская история», в котором помимо него главные роли исполнили Кэтрин Хепбёрн и Кэри Грант. Причём всеми, в том числе и Стюартом, этот «Оскар» воспринимался как выданная задним числом награда за роль мистера Смита. Сам Стюарт считал, что «Оскар» в этом году заслуживал не он, а его друг Генри Фонда за роль в фильме Джона Форда «Гроздья гнева». Как гласит легенда, Стюарт подарил статуэтку своему отцу, который на протяжении многих лет выставлял её на витрине своего магазинчика, чтобы завлекать посетителей.

### Война и после

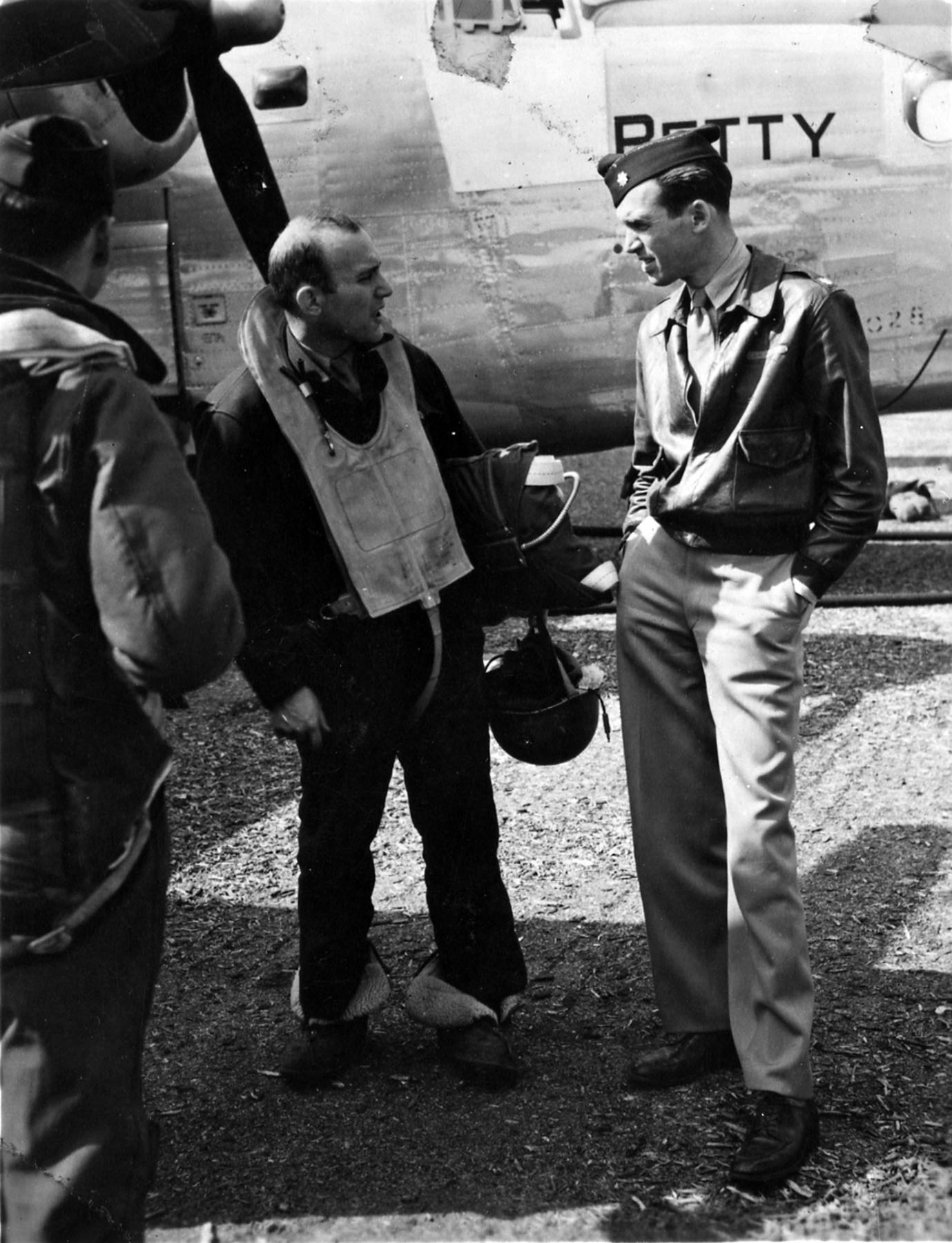
Майор Джеймс Стюарт беседует с членом экипажа B-24, 1944 г.

Осенью 1940 года Джеймса Стюарта призвали в армию, но медкомиссия его забраковала, поскольку он был слишком худым для своего роста (до требуемого минимума ему не хватало нескольких килограммов). Стюарт хотел служить во что бы то ни стало, так как сам происходил из семьи с глубокими военными традициями и питал страсть к авиации, получив лицензию пилота-любителя ещё в 1935 году. Поэтому после этого отказа Стюарт стал усиленно заниматься со штатным тренером MGM, чтобы набрать требуемый вес. В марте 1941 года он повторно явился на медкомиссию, по-прежнему до нормы немного не дотягивал, но убедил врачей закрыть на это глаза. 22 марта он был как доброволец зачислен в армию США рядовым — что характерно, через три недели после получения «Оскара». Стюарт стал первой крупной голливудской звездой, надевшей военную форму во время Второй мировой войны.
Вскоре он добился перевода в ряды ВВС, получив в январе 1942 года звание лейтенанта. Несмотря на свои многочисленные просьбы о переброске в Европу на активную военную службу, до августа 1943 года Стюарт выполнял обязанности инструктора по подготовке пилотов, поскольку высшее командование старалось не рисковать знаменитостями и держало их подальше от боевых действий, но затем настоял, наконец, на своем переводе на фронт и в ноябре 1943 года в качестве командира 703-й эскадрильи 445-й бомбардировочной группы 8-й воздушной армии США прибыл на военную базу Тибенхем в Северной Англии. С декабря начал принимать участие в боевых вылетах участвуя в бомбардировке стратегических объектов Германского рейха — сначала как командир эскадрильи, затем как командир авиационного крыла, а иногда его ставили во главе целой боевой миссии, поскольку он быстро приобрёл репутацию высококлассного пилота и толкового командира: под его руководством потери среди экипажей, как правило, были минимальны.

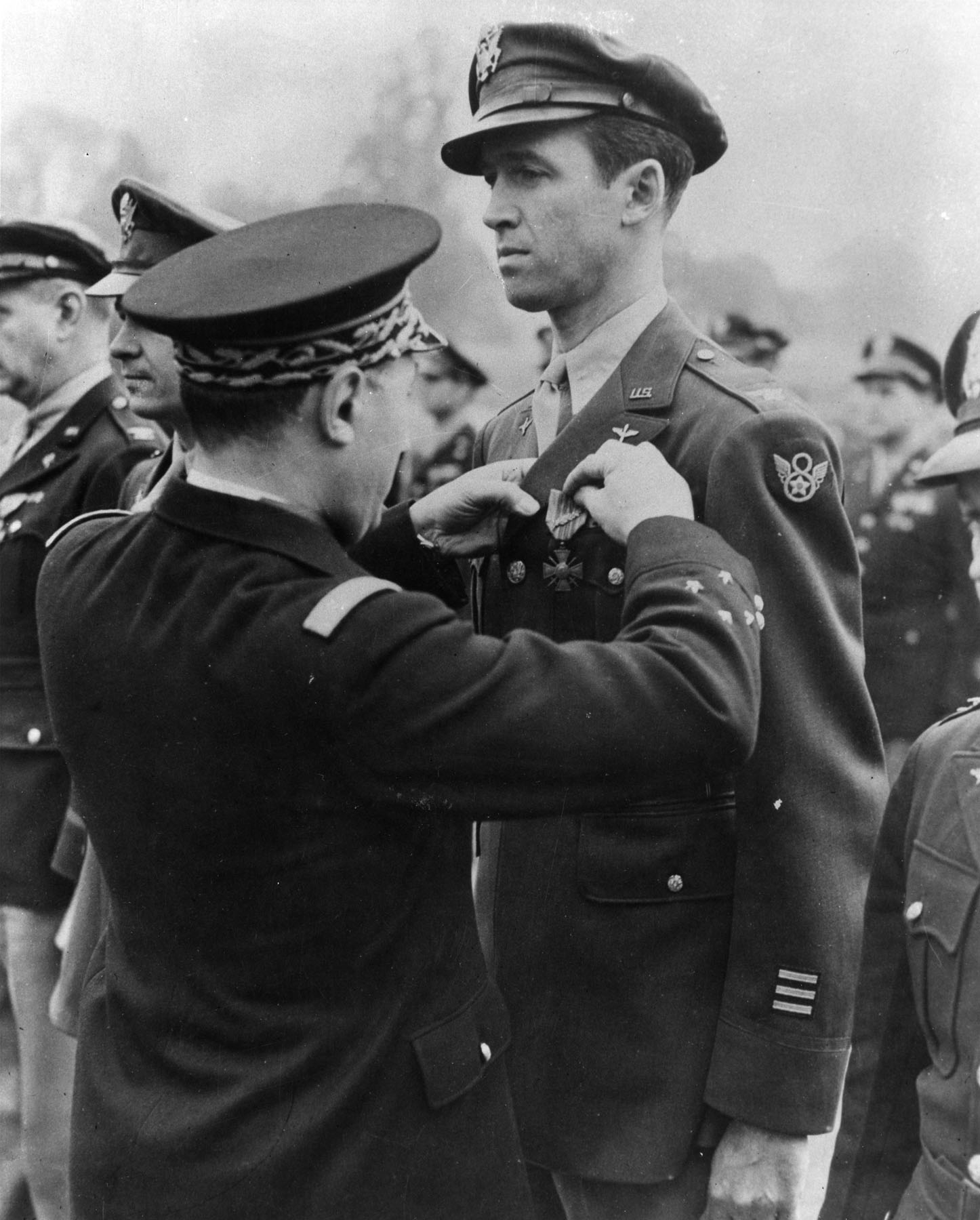
Полковник Джеймс Стюарт награждается Французским Военным Крестом, февраль 1945 г.

До июля 1944 года в составе 445-й и 453-й Бомбардировочных групп Стюарт участвовал в 20 боевых вылетах, затем был назначен начальником штаба 2-го бомбардировочного авиакрыла. Штабным офицерам не полагалось принимать участие в боевых вылетах, но Стюарт продолжил делать это, при этом последующее его участие в боевых вылетах (ещё порядка двух-трёх десятков) не было официально зачтено, поскольку он с чисто формальной точки зрения не мог уже числиться боевым лётчиком. Войну Стюарт закончил в звании полковника, став одним из немногих американцев, которые за четыре года прошли путь от рядового до полковника. После войны вернулся в кино, но при этом, числясь в запасе, принимал активное участие в деятельности военно-воздушных сил, а в 1966 году участвовал в разведывательной миссии над Северным Вьетнамом. Официально он вышел в отставку только в 1968 году в звании бригадного генерала. Таким образом, Стюарт, получивший за свою жизнь военных наград чуть ли не больше, чем кинематографических, оказался самым высокопоставленным военным, когда-либо работавшим на американскую индустрию развлечений.

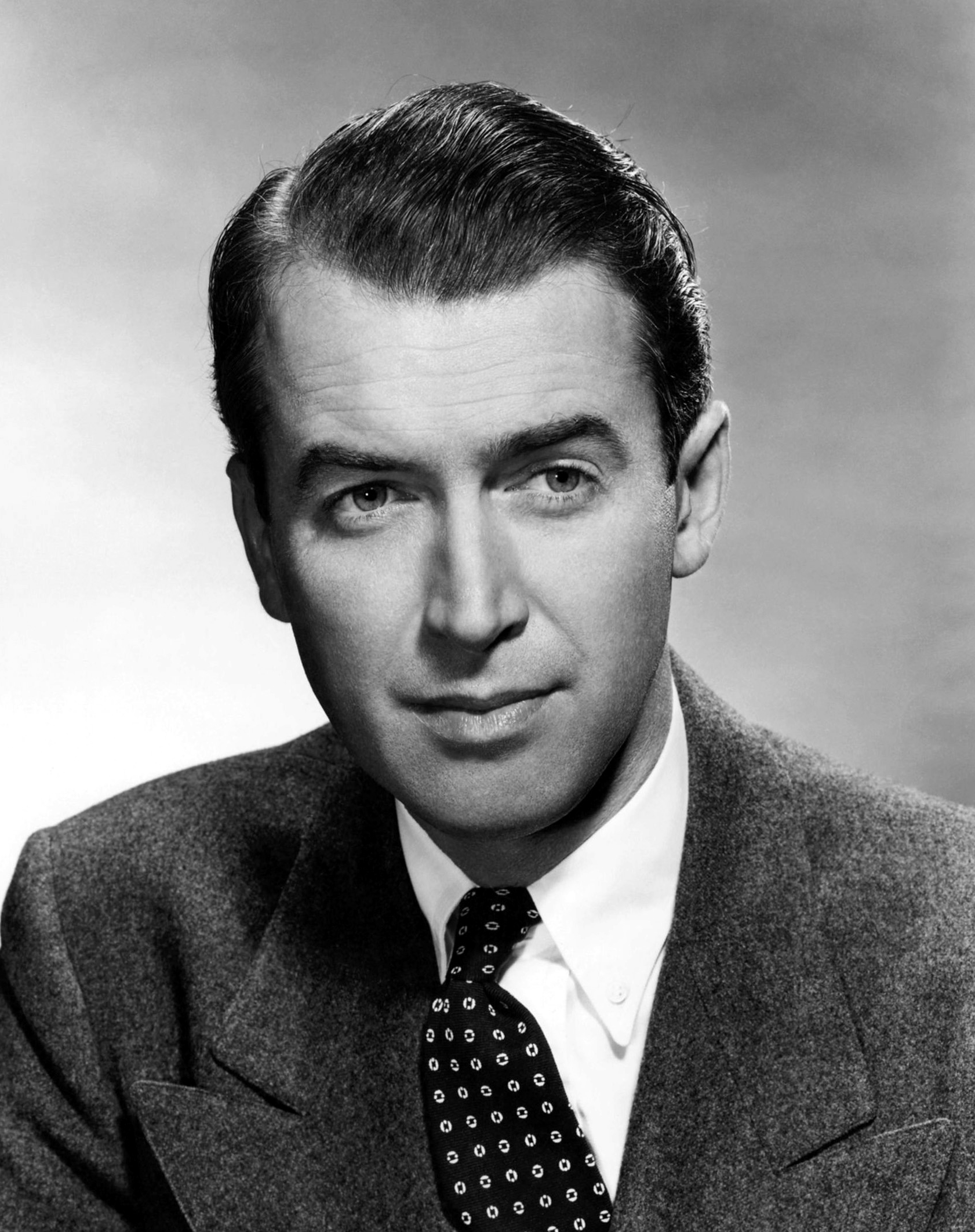
Джеймс Стюарт, 1948 г.

Осенью 1945 года Стюарт возобновил контракт с MGM и в 1946 году снялся в фильме Фрэнка Капры — «Эта замечательная жизнь». В центре картины — рождественская история о человеке, который от отчаяния собирается покончить с собой, но в дело вмешивается сошедший с небес ангел. Несмотря на третью номинацию Стюарта на «Оскар», картина поначалу была встречена и публикой, и критиками весьма холодно, став культовым американским фильмом значительно позднее — уже в 1970-е годы.
Вторая половина 1940-х годов была для Стюарта периодом определённого творческого застоя. Его популярность по-прежнему оставалась довольно высокой, но ни один из фильмов, в которых он снялся после возвращения с войны, не мог повторить успеха его довоенных картин. В этих обстоятельствах, желая расширить своё амплуа, Стюарт решил попробовать свои силы в серьёзном вестерне. В 1950 году он снялся в двух вестернах — «Винчестер-73» Энтони Манна и «Сломанная стрела» Делмера Дэйвса. Первый из них стал знаковым не только для кинокарьеры Стюарта, который впервые предстал перед публикой гораздо более жёстким, брутальным и бескомпромиссным, чем прежде, но и для жанра вестерна в целом. Кроме того, именно Стюарт привил Голливуду новую систему оплаты актёрского труда: за каждый свой фильм он получал не фиксированную плату (как было принято раньше), а процент от сборов.

### Личная жизнь и поздние фильмы
До войны у Стюарта было несколько романов с известными актрисами того времени Джинджер Роджерс, Марлен Дитрих, Оливией де Хэвилленд, Нормой Ширер и некоторыми другими. Однако он предпочитал не выносить свои отношения с женщинами на всеобщее обозрение и не затрагивать эту тему в беседах с журналистами. В скандалах, связанных с личной жизнью, Стюарт замечен не был. «Самым завидным холостяком Голливуда» Стюарт оставался вплоть до 1949 года, когда наконец женился на бывшей фотомодели Глории Маклин и усыновил двух её детей от предыдущего брака. В 1951 году у Джимми и Глории родились две дочери-близнецы. Стюарт оказался образцовым семьянином и преданным мужем, прожив счастливо с женой в течение 45 лет до её смерти в 1994 году.

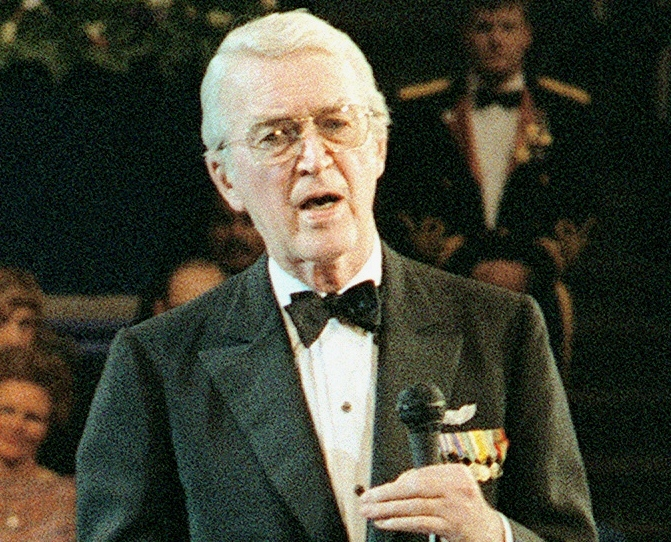
Джеймс Стюарт в 1981 году

Стюарт придерживался консервативных взглядов Республиканской партии, из-за чего у него с Генри Фондой, который был демократом, однажды даже завязалась потасовка, после чего они решили не обсуждать политику вообще.
Пятидесятые годы ознаменовались сотрудничеством актёра с двумя режиссёрами — Энтони Манном и Альфредом Хичкоком, которые ценили в Стюарте, помимо всего прочего, его «нейтральную» наружность и пронзительный взгляд ветерана Второй мировой. Он сыграл в четырёх хичкоковских фильмах тех лет — «Верёвка» (1948), «Окно во двор» (1954), «Человек, который слишком много знал» (1956), «Головокружение» (1958).
В шестидесятые годы Стюарт стабильно появлялся либо в вестернах, либо в семейных комедиях, однако с годами ролей становилось меньше, а в 1970-е годы он объявил об уходе из большого кино. Тем не менее отдельные фильмы с его участием выходили и в 1980-е. В 1985 году актёру был присуждён почётный «Оскар» за жизненные достижения, а в 1995 году в его родном городе (Индиана, штат Пенсильвания) открылся дом-музей Джимми Стюарта, кроме того, ещё в 1959 году имя Джимми Стюарта было присвоено аэропорту в Индиане.

### Смерть
В феврале 1997 года Стюарт был госпитализирован с жалобами на аритмию. 25 июня у него образовался тромб в ноге, что привело к лёгочной эмболии через неделю. 2 июля актёр, окружённый детьми, умер в возрасте 89 лет в своем доме в Беверли-Хиллз.

## Избранная фильмография
| Год  |   | Русское название                           | Оригинальное название            | Роль                        |
| ---- | - | ------------------------------------------ | -------------------------------- | --------------------------- |
| 1935 | ф | Убийство человека                          | The Murder Man                   | Шорти                       |
| 1936 | ф | Когда мы снова полюбим                     | Next Time We Love                | Кристофер Тайлер            |
| 1936 | ф | Жена против секретарши                     | Wife vs. Secretary               | Дэйв                        |
| 1936 | ф | За тонким человеком                        | After the Thin Man               | Дэвид Грэм                  |
| 1936 | ф | Рождённая танцевать                        | Born to Dance                    | Тед Баркер                  |
| 1937 | ф | Седьмое небо                               | Seventh Heaven                   | Чико                        |
| 1937 | ф | Последний гангстер                         | The Last Gangster                | Пол Норт                    |
| 1938 | ф | С собой не унесёшь                         | You Can’t Take it With You       | Тони Кирби                  |
| 1939 | ф | Дестри снова в седле                       | Destry Rides Again               | Том Дестри-младший          |
| 1939 | ф | Этот замечательный мир                     | It's a Wonderful World           | Гай Джонсон                 |
| 1939 | ф | Мистер Смит едет в Вашингтон               | Mr. Smith Goes to Washington     | Джефферсон Смит             |
| 1940 | ф | Магазинчик за углом                        | The Shop Around The Corner       | Альфред Кралик              |
| 1940 | ф | Филадельфийская история                    | The Philadelphia Story           | Макколи Коннор              |
| 1941 | ф | Девушки Зигфилда                           | Ziegfeld Girl                    | Гилберт Янг (Gilbert Young) |
| 1946 | ф | Эта замечательная жизнь                    | It’s a Wonderful Life            | Джордж Бейли                |
| 1948 | ф | Звонить: Нортсайд 777                      | Call Northside 777               | П. Дж. Макнил               |
| 1948 | ф | Верёвка                                    | The Rope                         | Руперт Кэделл               |
| 1949 | ф | Малайя                                     | Malaya                           | Джон Ройер                  |
| 1950 | ф | Винчестер 73                               | Winchester '73                   | Лин Макэдам                 |
| 1950 | ф | Харви                                      | Harvey                           | Элвуд Дауд                  |
| 1952 | ф | Величайшее шоу мира                        | The Greatest Show on Earth       | клоун Баттонс               |
| 1953 | ф | Обнажённая шпора                           | The Naked Spur                   | Говард Кемп                 |
| 1954 | ф | Далёкий край                               | The Far Country                  | Джефф Уэбстер               |
| 1954 | ф | Окно во двор                               | Rear Window                      | Л. Б. «Джефф» Джеффриз      |
| 1954 | ф | История Глена Миллера                      | The Glenn Miller Story           | Гленн Миллер                |
| 1955 | ф | Стратегическое воздушное командование      | Strategic Air Command            | Роберт Холланд              |
| 1955 | ф | Человек из Ларами                          | The Man from Laramie             | Уилл Локхарт                |
| 1956 | ф | Человек, который слишком много знал        | The Man Who Knew Too Much        | доктор Бенджамин Маккена    |
| 1957 | ф | Дух Сент-Луиса                             | The Spirit of St. Louis          | Чарльз Линдберг             |
| 1958 | ф | Головокружение                             | Vertigo                          | Джон «Скотти» Фергюсон      |
| 1959 | ф | Анатомия убийства                          | Anatomy of a Murder              | Пол Биглер                  |
| 1961 | ф | Два всадника                               | Two Rode Together                | маршал Гатри Маккейб        |
| 1962 | ф | Человек, который застрелил Либерти Вэланса | The Man Who Shot Liberty Valance | Рэнсом Стоддард             |
| 1962 | ф | Как был завоёван Запад                     | How the West Was Won             | Лайнус Ролингс              |
| 1964 | ф | Осень шайеннов                             | Cheyenne Autumn                  | Уайетт Эрп                  |
| 1965 | ф | Полёт Феникса                              | The Flight of the Phoenix        | капитан Фрэнк Таунс         |
| 1965 | ф | Шенандоа                                   | Shenandoah                       | Чарли Андерсон              |
| 1968 | ф | Бандольеро                                 | Bandolero!                       | Мэйс Бишоп                  |
| 1976 | ф | Самый меткий                               | The Shootist                     | доктор Хостетлер            |
| 1977 | ф | Аэропорт 77                                | Airport ’77                      | Филип Стивенс               |
| 1978 | ф | Магия Лесси                                | The Magic of Lassie              | Кловис Митчелл              |

### на английском языке
- Pickard, Roy (1992). Jimmy Stewart: A Life in Film. New York: St. Martin's Press, 208 pages. ISBN 978-0-3120-8828-6
- Quirk, Lawrence j. (2000). James Stewart: Behind the Scenes of a Wonderful Life. New York: Applause Theatre & Cinema Books, 352 pages. ISBN 978-1-5578-3329-7
- Robbins, Jhan (1985). Everybody's Man: A Biography of Jimmy Stewart. New York: Putnam Pub Group, 192 pages. ISBN 978-0-3991-2973-5
- Sanello, Frank (1997). Jimmy Stewart: A Wonderful Life. New York: Pinnacle Books, 280 pages. ISBN 978-0-7860-0506-2
- Smith, Starr (2005). Jimmy Stewart: Bomber Pilot. St. Paul, Minnesota: Zenith Press, 288 pages. ISBN 978-0-7603-2199-7
- Thomas, Tony (1988). A Wonderful Life: The Films and Career of James Stewart. Secaucus, New Jersey: Citadel Press, 256 pages. ISBN 978-0-8065-1081-1